# Kioneli
Kioneli (in greco Κιόνελι?, Kioneli; in turco: Gönyeli), anche Geunyeli, è una città di Cipro, sita vicino alla capitale Nicosia. È de facto sotto il controllo di Cipro del Nord. Nel corso degli anni la città si è fusa con Nicosia Nord,  conurbandosi con la città e con il villaggio di Kanli. Prima del 1974 la cittadina è stata abitata prevalentemente da turco-ciprioti.
La sua popolazione al 2011 è di 11.671 abitanti.

## Origini del nome
L'origine del nome della città è oscura. Si dice generalmente che il nome di Gönyeli derivi da "Konyalı", che è il nome di Konya, una città situata nell'Anatolia Centrale, una delle sette regioni della Turchia, da cui ha avuto origine la maggior parte degli abitanti originari del Gönyeli. Un'altra ipotesi è che il nome Geunyeli sia la corruzione di Niovili, il nome di un feudatario o proprietario terriero che viveva a Cipro durante il periodo medievale.

## Storia
Prima della conquista ottomana di Cipro nel 1571, l'area consisteva in una zona agricola priva di abitazioni. Dopo la conquista, due famiglie provenienti dall'Anatolia si stabilirono e fondarono Gönyeli, quella di Kurt Ali da Anamur e quella di Mehmet Efendi da Aksaray. Con il tempo il villaggio crebbe come comunità agricola prevalentemente turcofona.

## Società

### Evoluzione demografica
Fin dal periodo ottomano, e ancora oggi, Kioneli è abitata prevalentemente da turco-ciprioti. Nel censimento ottomano del 1831 c'erano 82 turchi ciprioti. Durante il periodo britannico, la popolazione dell'insediamento è aumentata costantemente, passando da 269 abitanti nel 1891 a 1.377 nel 1960.
Nessuno è stato sfollato da questo insediamento durante gli scontri intercomunitari degli anni '60. Tuttavia, durante questo periodo, il villaggio servì come importante centro di accoglienza per molti sfollati turco-ciprioti che erano fuggiti dai villaggi vicini. Richard Patrick ha registrato 175 sfollati turco-ciprioti che risiedevano ancora a Kioneli nel 1971. Gli sfollati turco-ciprioti provenivano principalmente da villaggi come  Agios Vasileios, Skylloura, Lakatameia e dalla periferia di Nicosia. Kioneli  è anche la sede del reggimento turco che fu dislocato sull'isola nel 1960 in conformità ai trattati del 1959.
Kioneli è attualmente popolata in gran parte dai suoi abitanti originari. Inoltre, vi sono molti turco-ciprioti sfollati nel 1964 o nel 1974, questi ultimi provenienti da ogni parte di Cipro del sud. Molti degli sfollati che si sono stabiliti a Kioneli  provengono dall'area di Morphou, dove furono inizialmente reinsediati nel 1974-75 dopo essersi spostati a nord della Linea Verde. Poiché i negoziati per la riunificazione hanno sempre discusso la possibilità di un riassetto territoriale che mettesse Morphou sotto l'amministrazione greco-cipriota, alcuni sfollati turco-ciprioti si sono gradualmente trasferiti a Kioneli e hanno acquistato qui delle proprietà. Il censimento turco del 1996 mostra che quasi il 12% dei turco-ciprioti che vivevano a Kioneli all'epoca indicava come luogo di nascita Cipro del Sud. Dalla metà degli anni 80 del 900, molti altri turco-ciprioti provenienti da altre zone del nord, e in particolare i dipendenti pubblici che lavorano a Nicosia, si sono stabiliti nella città a seguito di un nuovo boom edilizio e dell'urbanizzazione. Ciò ha portato alla nascita di un nuovo quartiere chiamato Yeni Kent (città nuova) nella parte sud-orientale della vecchia Kioneli , ora al confine con la periferia di Nicosia. La città ospita anche molti studenti stranieri che studiano nella vicina università e lavoratori manuali provenienti dalla Turchia impiegati nell'edilizia e nell'industria manifatturiera. Secondo il censimento turco-cipriota del 2006, la popolazione del villaggio è di 12.186 abitanti.

## Cultura
Gönyeli è una città popolare per gli studenti che cercano di affittare un alloggio poiché si trova a circa 15 minuti di macchina dall'Università del Vicino Oriente di Nicosia.

### Eventi
Ogni luglio, il Festival Internazionale di Danza Popolare di Gönyeli si svolge nel centro della città. L'evento dura una settimana, con gruppi di ballerini provenienti da paesi come Bulgaria, Romania e Turchia che si esibiscono nella danza popolare tradizionale.

## Sport
La squadra di calcio Gönyeli Spor Kulübü ha sede a Gönyeli. Lo stadio di Gönyeli, Ali Naci Karacan Stadı (dal nome del giornalista Ali Naci Karacan), ospita le partite di calcio così come i concerti e gli eventi annuali della Giornata dei Bambini del 23 aprile.

## Amministrazione

### Gemellaggi
Gönyeli è gemellata con:
- Kızılcahamam, Ankara, dal 2009[6]
- Sarıyer, Istanbul[7]